# John Leguizamo
John Alberto Leguizamo (Bogota, 22 juli 1960) is een Colombiaans-Amerikaanse acteur. Hij won onder meer een Emmy Award en werd genomineerd voor onder meer een Golden Globe.

## Biografie
Leguizamo was vier jaar oud toen zijn familie naar de Verenigde Staten emigreerde. Hij woonde in Queens, New York en ging naar de New York University. Daar zou hij acteerlessen van onder anderen Lee Strasberg volgen, die echter één dag na zijn eerste les aan Leguizamo stierf.
Zijn eerste rol voor de camera's was in de televisieserie Miami Vice. Zijn eerste, kleine filmrol was in 1985 in de film Mixed Blood. Na nog enkele optredens in films als Casualties of War (1989) en Die Hard 2 (1990) speelde hij een overvaller die het personage van Harrison Ford neerschiet in Regarding Henry (1991).
Begin jaren negentig speelde Leguizamo vooral in theatervoorstellingen, zoals Mambo Mouth (1991) en Spic-O-Rama (1993). In 1993 speelde hij aan de zijde van Al Pacino in Brian De Palma's gangsterfilm Carlito's Way. Later kreeg hij grotere rollen in Super Mario Bros. (1993) en Baz Luhrmanns Romeo + Juliet (1996).
Enkele jaren later werkte hij opnieuw samen met Luhrmann aan diens musicalproject Moulin Rouge! (2001).
Leguizamo vertolkte als stemacteur de rol van Sid in de filmreeks Ice Age.

## Filmografie
- Violent Night (2022)
- The Menu (2022)
- Encanto (2021, stem)
- The Survivor (2021)
- Waiting for Godot (2021)
- The Mandalorian (2020, stem)
- Critical Thinking (2020)
- The Night Clerk (2020)
- Playing with Fire (2019)
- When They See Us (2019) - 4 afleveringen
- The Sun Is Also a Star (2019)
- Nancy (2018)
- John Wick: Chapter 2 (2017)
- Ice Age: Collision Course (2016, stem)
- Ice Age: The Great Egg-Scapade (2016, stem)
- Bloodline (2016-2017) - 18 afleveringen
- Experimenter (2015)
- Chef (2014)
- John Wick (2014)
- Ride Along (2014)
- Walking with Dinosaurs: The Movie (2013, stem)
- The Counselor (2013)
- Kick-Ass 2 (2013)
- El paseo 2 (2012)
- Ice Age: Continental Drift (2012, stem)
- Rage (2009)
- Ice Age: Dawn of Dinosaurs (2009, stem)
- The Ministers (2009)
- Surviving Sid (2008, stem)
- Nothing Like the Holidays (2008)
- Righteous Kill (2008)
- Miracle at St. Anna (2008)
- The Happening (2008)
- Paraiso Travel (2007)
- Love in the Time of Cholera (2007)
- The Take (2007)
- The Babysitters (2007)
- Where God Left His Shoes (2007)
- The Groomsmen (2006)
- Ice Age: The Meltdown (2006, stem)
- The Alibi (2006)
- Sueño (2005)
- Land of the Dead (2005)
- The Honeymooners (2005)
- Assault on Precinct 13 (2005)
- Crónicas (2004)
- Spun (2002)
- Ice Age (2002, stem)
- Zig Zag (2002)
- Collateral Damage (2002)
- Empire (2002)
- What's the Worst That Could Happen? (2001)
- Moulin Rouge! (2001)
- King of the Jungle (2000)
- Titan A.E. (2000, stem)
- Joe the King (1999)
- Dr. Dolittle (1998, stem)
- Body Count (1998)
- Frogs for Snakes (1998)
- Spawn (1997)
- A Brother's Kiss (1997)
- The Pest (1997)
- Romeo + Juliet (1996)
- The Fan (1996)
- Executive Decision (1996)
- To Wong Foo Thanks for Everything, Julie Newmar (1995)
- A Pyromaniac's Love Story (1995)
- Carlito's Way (1993)
- Super Mario Bros. (1993)
- Night Owl (1993)
- Time Expired (1992)
- Whispers in the Dark (1992)
- Puerto Rican Mambo (Not a Musical) (1992)
- N.Y.P.D. Mounted (1991)
- Regarding Henry (1991)
- Out for Justice (1991)
- Hangin' with the Homeboys (1991)
- Poison (1991)
- That Burning Question (1990)
- Die Hard 2 (1990)
- Revenge (1990)
- Gentille alouette (1990)
- Street Hunter (1990)
- Casualties of War (1989)
- Mixed Blood (1985)

## Computerspel
- Rayman 3 (2003) als stemacteur